# Chalil Raszid Mohammadzade
Chalil Raszid Mohammadzade (pers. خلیل رشید محمد زاده; ur. 31 maja 1953) – irański zapaśnik w stylu klasycznym. Olimpijczyk z Montrealu 1976, gdzie zajął ósme miejsce w kategorii 48 kg.